# Гривин, Пётр Петрович
Пётр Петро́вич Гри́вин (Петерис Гривиньш) (латыш. Grīviņš Pēteris Pētera dēls, 16 [28] апреля 1875, Бушгофская волость, Курляндская губерния — 20 ноября 1919, с. Усть-Тарка Каинского уезда Томской губернии) — российский военный деятель, генерал-майор Белого движения (31.01.1919).

## Биография
Родился в семье крестьянина Курляндской губернии, латыш. Окончил Виленское пехотное юнкерское училище (1899 года выпуска по 2-му разряду подпрапорщиком в 178-й пехотный Венденский полк). В конце 1899 года — подпрапорщик того же полка. На 1 января 1909 года — штабс-капитан 28-го восточно-сибирского стрелкового полка в Иркутске.
Участник 1-й мировой войны: офицер артиллерии в казачьих войсках. Подполковник.
Участник Белого движения. После занятия Иркутска антибольшевистскими силами в июне 1918 года приступил к формированию Иркутской дружины, с которой выступил на фронт и принял активное участие в боях за обладание Кругобайкальской железной дорогой, разгроме красных под Танхоем, Посольской и преследовании их до соединения с отрядом атамана Г. М. Семёнова. Начальник 1-й Сибирской дивизии летом 1918 года, участвовал во взятии Иркутска 11 июля 1918 года. С 27 июля 1918 года — начальник 3-й Иркутской стрелковой дивизии войск Временного Сибирского правительства. Полковник (август 1918 года). Командир Красноуфимской группы (с 03.10.1918). Генерал-майор (31.01.1919). Командир 4-го Сибирского армейского корпуса (03.04-20.07.1919), затем Северной группы войск 1-й армии (20.07-22.11.1919). Приказом Сибирской армии № 249 от 28 апреля 1919 года (и п. 2 приказа Французской военной миссии в Сибири) награждён французским Военным крестом с золотой звездой.
После оставления Омска, несмотря на полученную директиву командования, запрещавшую отходить на восток без должного сопротивления, отдал приказ группе отходить в район города Каинска. В результате части Северной группы ушли с фронта. Приехавшему командующему 2-й армией генералу С. Н. Войцеховскому Гривин заявил, что Северная группа настолько слаба, что он решил увести её в глубь Сибири и решения своего не переменит. На требование сдать командование ответил категорическим отказом. Генерал С. Н. Войцеховский лично застрелил генерала П. П. Гривина «как не исполнившего боевого приказа и нарушившего основы воинской дисциплины».